# 2018년 레스터 헬리콥터 추락 사고
2018년 레스터 헬리콥터 추락 사고는 2018년 10월 27일 아구스타웨스틀랜드 AW169 기종의 비차이 소유 헬기가 킹 파워 스타디움 인근에 추락해 레스터 시티의 구단주 위차이 시와타나쁘라파를 포함해 탑승자 5명이 전원 사망한 사고다.

## 사고 개요
2018년 10월 27일 G-VSKP기에 기장과 승객 1명이 탑승하고 서리 주에 위치한 페어옥스 공항에서 이륙했다. 런던 헬리포트에 승객 3명(위차이, 직원 2명)을 더 태운채 14:43 BST(13:43 UTC)에 이륙해 벨보어 드라이브에 있는 레스터 시티 훈련장으로 이동해 15:58 BST(14:58 UTC)에 착륙했다. 탑승객들은 모두 내려 차량으로 킹 파워 스타디움까지 이동했다. 10라운드 레스터 시티와 웨스트햄 유나이티드와의 홈 경기가 끝난 뒤 기장과 승객 1명은 경기장을 떠나 헬기로 돌아와 평소대로 시와타나쁘라파와 그의 직원 2명을 태우러 헬기로 경기장까지 이동했다. 헬기가 이륙 준비를 하는 장면이 BT 스포츠 방송에 촬영되기도 하였다. 헬기는 루턴 공항으로 이동할 예정이었다.

## 사고 발생
| 국적   | 승객 | 승무원 | 명수 |
| ------ | ---- | ------ | ---- |
| 태국   | 3    | —      | 3    |
| 영국   | —    | 1      | 1    |
| 폴란드 | —    | 1      | 1    |
| 총합   | 3    | 2      | 5    |

위차이와 기장, 나머지 3명은 헬기에 탑승하여 경기장 안에서 대략 20:37 BST (19:37 UTC)에 이륙하였다. 헬기가 상승하면서 항로상 방향으로 돌리자 기체가 오른쪽으로 기울어지면서 걷잡을 수 없이 회전했다. 결국, 경기장에서 약 200m 떨어진 E주차장에 추락하고, 헬기는 화염에 뒤싸였다. 현장에 경찰관 두 명이 다가가 그 중 한 명이 헬기에 달려가 구조하기 위해 창문을 깨기 위해 노력했지만 화염 때문에 물러날 수 밖에 없었다.
다음 날, 레스터셔 경찰은 공식적으로 헬기에 타고 있던 5명 전원이 추락과 그 이후에 발생한 화재 때문에 사망했다고 밝힘과 더불어 사망자에 이름을 공개했다. 탑승객 5명 중 3명은 태국인으로 레스터 시티의 구단주인 위차이 시와타나쁘라파, 그의 직원 2명 끄위폰 판프래(Kaveporn Punpare), 누사라 숙나마이(Nusara Suknamai)와 영국 국적의 기장인 에릭 스와퍼(Eric Swaffer)와 폴란드 국적의 부기장이자 스와퍼의 여자친구인 이자벨라 로자 레호비치(Izabela Roza Lechowicz)가 사망했다고 밝혔다. "탑승자 외에 다른 사상자는 없었다"라고 덧붙였다.

## 헬기 정보
해당 헬기의 기종은 아구스타웨스틀랜드 AW169고 등록기호는 G-VSKP, c/n 69018로 2016년에 만들어졌다. 10인승이며 중량은 약 4,500kg (9,900 lb)다. 프랫트 앤 휘트니 캐나다 PW210A(Pratt & Whitney Canada PW210A) 엔진 2개를 사용한다. 소유자는 폭스버러(Foxborough)고, 아마데우스 항공(Amadeus Aviation)이 운항했다.

## 조사
영국항공사고조사위원회(AAIB)는 사건에 대해 조사를 착수했다. 사고기 제조사의 나라인 이탈리아의 항공안전위원회(ANSV)와 사고기의 엔진 제조사의 나라인 캐나다의 교통안전위원회(TSB)가 수사를 지원했다. 폴란드항공사고조사위원회(SCAAI)와 태국항공사고조사위원회(AAIC)의 관계자들도 파견됐다. 10월 28일, 화재로 심각하게 손상된 디지털 비행기록장치가 발견됐고, 기록장치에 담겨있는 데이터를 추출하기 위해 햄프셔주 판버러에 위치한 AAIB 본부로 운송되었다. 11월 2일, 헬기의 잔해도 판버러로 운송되었다.
사고 헬기의 승객과 승무원의 사망 원인을 조사하기 위해 검시 법정이 만들어졌다. 11월 7일, 유럽항공안전청(EASA)는 감항성 개선지시(Airworthiness Directive) 2018-0241-E를 공표했고, 모든 아구스타웨스틀랜드 AW169와 아구스타웨스틀랜드 AW189 기종인 헬기의 꼬리에 대해 검사를 통지했다. 11월 14일, 조사 진행 과정을 요약한 보고서를 공개했고, 요잉(Yawing) 제어력 상실이 추락의 원인으로 밝혀졌고, 요잉 제어력 상실의 원인은 아직 밝혀지지 않았고, 꼬리회전날개(tail rotor)에 중점을 맞추고 수사하고 있다. 11월 30일, EASA는 꼬리회전날개 일부에 대해 주기 점검을 통지하기 위한 비상경보정비를 회보했다.
2018년 12월 6일, AAIB는 2차 사고진행 보고서(Special Bulletin)를 공개했다. 조사관은 꼬리회전날개의 제어축이 작동레버장치(actuator lever mechanism)와 분리되어 조종실의 페달이 작동하지 않은 것이 요잉 제어력 상실의 원인이라고 밝혔다. 꼬리회전날개의 잠금너트와 핀 캐리어도 느슨해진 상태로 발견됐다.

## 반응 및 여파

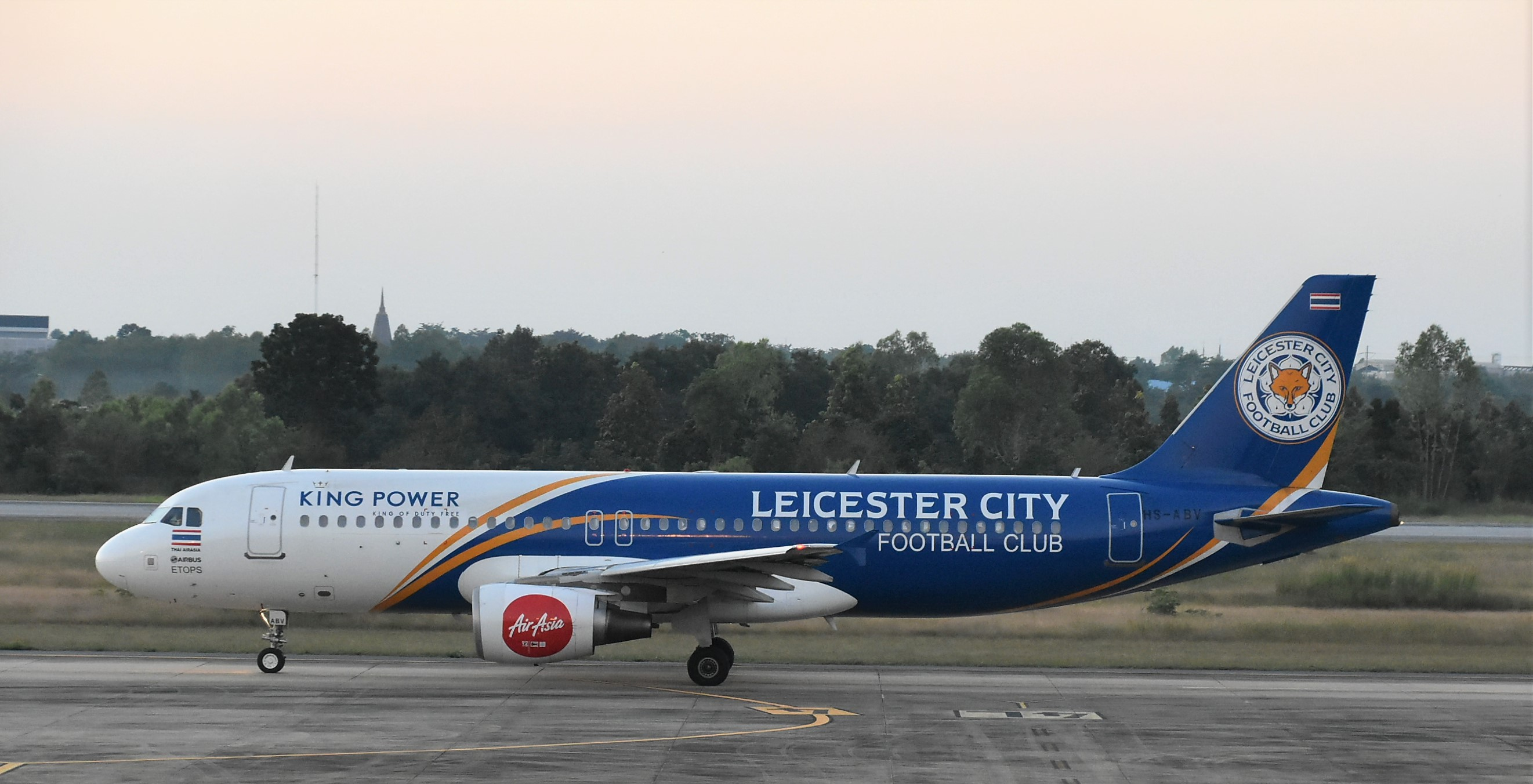
레스터 시티의 대표단이 위차이의 추도식에 참여하기 위해 콘깬 공항에 도착했다.

서포터들은 다음날 아침에 경기장 밖에 꽃과 유니폼을 놓으면서 추모했다. 사고 전 레스터 시티의 상대팀인 웨스트햄 유니폼도 눈에 띄였다. 10월 30일, 레스터 시티는 조문록을 비치했고, 온라인으로도 작성할 수 있게 했다.
11월 10일 토요일, 레스터 시티 팬들은 '5000-1' 추모걷기축제 참여해 헬기 추락 사고의 희생자들을 기렸다.

### 축구계
2018-19 FA 여자 챔피언십 레스터 시티와 맨체스터 시티 경기는 희생자에 대한 추모를 위해 연기되었다. 사고 이후, 리그 경기 시작 전 희생자들을 기리기 위해 묵념의 시간을 가졌고, 선수들 모두 검은 완장을 찼다.